# Mónica Cejudo Collera
Mónica Cejudo Collera (Ciudad de México, 1956), es una arquitecta mexicana, especializada en la restauración y conservación de inmuebles históricos, nombrada la primera directora de la facultad de arquitectura de la Universidad Nacional Autónoma de México (UNAM) para el periodo 2025-2029.

## Trayectoria
Se licenció en arquitectura por la facultad de arquitectura de la UNAM, donde posteriormente obtuvo los grados de maestría en Restauración de Monumentos y doctorado en arquitectura; desde 1988 se desempeñé como docente e implementó en 2009 la modalidad de titulación por disertaciones teóricas. También fue profesora visitante en universidades en otros países, como Estados Unidos (Texas), Guatemala, Ecuador, Italia y España.
En temas urbanos, coordinó el Plan de Desarrollo del Centro Histórico de Campeche y el Programa Municipal de Desarrollo Urbano y Ordenamiento Ecológico Territorial para el municipio de Silao de la Victoria, Guanajuato; en septiembre de 2017, posterior al sismo, coordinó el registro de daños en inmuebles religiosos y creó el Manual técnico de acciones emergentes para su restauración.
Desde la labor arquitectónica, contribuyó en los proyectos del programa UNAM-Banco Interamericano de Desarrollo y colaboró como conservadora del Palacio Nacional, por el que diseñó el plan de restauración integral y la creación de la Galería Nacional.
Fungió como presidenta del Colegio de Maestros en Arquitectura, Restauradores de Sitios y Monumentos y de la Sociedad Mexicana de Arquitectos Restauradores.
 

Fue nombrada como la primera mujer en dirigir la facultad de arquitectura de la UNAM durante el periodo 2025-2029. Al respecto de su nombramiento compartió: 
La igualdad y la equidad de género no pueden ser solo aspiraciones, sino principios rectores que guíen nuestros planes de estudio, proyectos de investigación y relaciones dentro de la comunidad.

## Líneas de investigación
- Restauración y conservación de monumentos y centros históricos.
- Arquitectura e ingeniería militar.
- Historia de la arquitectura mexicana (arquitectura maya hasta arquitectura virreinal).
- Influencia de los tratados europeos en la arquitectura novohispana.[1][6]

## Premios y reconocimientos
- Medalla Gabino Barreda como egresada de licenciatura y arquitectura.
- Premio Francisco de la Maza del Instituto Nacional de Antropología e Historia (INAH) por su tesis doctoral.
- Académica emérita de la Academia Nacional de Arquitectura.
- Cátedra Especial José Villagrán García de la facultad de arquitectura de la UNAM.
- Medalla de plata en la Cuarta Bienal de Arquitectura de la Ciudad de México por su publicación R50 Restauración UNAM 50 Años. Medio siglo de contribuciones de la maestría en restauración de monumentos (2017).
- Premio Carlos Chanfón Olmos, por rescate y conservación del patrimonio arquitectónico.[2][5][7]

## Publicaciones
- R50 Restauración UNAM 50 Años. Medio siglo de contribuciones de la maestría en restauración de monumentos (2017).
- Ulúa, el fuente que circunda el mar (2022).
- Campeche imaginada (2024).
- La influencia del Tratado de Lupicini en la arquitectura militar en Nueva España.
- Del Batallón al compás. Cien años de aportaciones arquitectónicas de los ingenieros militares (1821-1921).[2][4]